# Cycas nathorstii
Cycas nathorstii är en kärlväxtart som beskrevs av Julius Schuster. Cycas nathorstii ingår i släktet Cycas, och familjen Cycadaceae. IUCN kategoriserar arten globalt som sårbar. Inga underarter finns listade i Catalogue of Life.